# Mark Arendz
Mark Arendz, né le 3 mars 1990 à Charlottetown, est un biathlète et fondeur handisport canadien. Après deux médailles aux épreuves de biathlon des Jeux paralympiques de 2014 de Sotchi, une d'argent et une de bronze, il remporte une médaille lors de chacune des épreuves de la même discipline des Jeux de 2018 à Pyeongchang, or, argent et bronze. Lors de cette édition, il remporte également deux médailles de bronze lors des épreuves de ski de fond.

## Biographie
Mark Arendz est né le 3 mars 1990 à Charlottetown.

## Palmarès

### Ski de fond
| Épreuve / Édition   | 4 × 2,5 km - relais open | 1 km (sprint) - style libre | 10 km (middle) - style libre | 20 km |
| ------------------- | ------------------------ | --------------------------- | ---------------------------- | ----- |
| JO 2010 Vancouver   | 7e                       | 9e                          | 12e                          | DNS   |
| JO 2014 Sotchi      |                          |                             | 11e                          |       |
| JO 2018 Pyeongchang |                          | Bronze                      | Bronze                       |       |

### Biathlon
| Épreuve / Édition   | 3 km (poursuite)                 | 7,5 km (sprint)                  | 12,5 km | 15 km                            |
| ------------------- | -------------------------------- | -------------------------------- | ------- | -------------------------------- |
| JO 2010 Vancouver   | 7e                               | Épreuve inexistante à cette date | 16e     | Épreuve inexistante à cette date |
| JO 2014 Sotchi      | Épreuve inexistante à cette date | Argent                           | Bronze  | 11e                              |
| JO 2018 Pyeongchang | Épreuve inexistante à cette date | Argent                           | Bronze  | Or                               |